# Andrea Třeštiková
Andrea Třeštiková (* Poděbrady) je česká profesionální tanečnice a lektorka tance.

## Život
Do tanečního kroužku v místní škole začala chodit v šesti letech. Začínala v dívčích párech, jelikož chlapci o kroužek neměli zájem, tanečního partnera získala až později na kurzech pořádaných v sokolovně. Hrála také tenis, který ale kvůli tanci opustila. V jedenácti letech začala dojíždět na tréninky do Prahy do týmu Sokol Zbraslav, na které během studia na střední škole jezdila každý den.
S tanečním partnerem Martinem Houškou se v roce 2014 stali mistry ČR ve standardních tancích mezi profesionály. V amatérské kategorii jsou čtyřnásobnými vicemistry České republiky ve standardních tancích a čtyřikrát zvítězili v Taneční lize.
Vystudovala VŠCHT, kromě tancování pracuje na zkrácený úvazek ve farmaceutické firmě.
V roce 2015 získala záslužný list za úspěšnou reprezentaci Poděbrad v tanečním sportu.

## StarDance
Zúčastnila se zatím dvou ročníků televizní taneční soutěže StarDance. V osmé řadě byl jejím partnerem herec Roman Zach. Společně se probojovali do semifinále a skončili na čtvrtém místě. V roce 2024 se StarDance zúčastnila podruhé. Ve třinácté řadě byl jejím partnerem zpěvák Ondřej Ruml, se kterým vypadla jako první v druhém kole.